# Passagem pela quilha

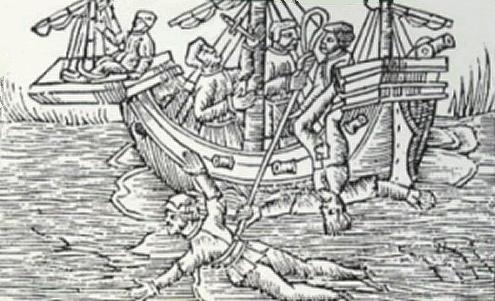
Xilogravura ilustrando a passagem, do período Tudor (1485–1603)

Passagem pela quilha, Transporte por Quilha ou ainda Arrasto da quilha (em holandês kielhalen; "arrastar a quilha"; em inglês keelhauling) é uma forma de punição e potencial execução aplicada a marinheiros enquanto no mar. Não possui tradução exata em português. O marinheiro era amarrado a uma corda no tombadilho do navio e então era jogado ao mar, tanto ao lado da nau quanto nas suas extremidades. Então era arrastado sob a quilha, a parte de baixo do barco. O movimento causava choques contra o casco, com grande força a depender da velocidade da embarcação. Em baixas velocidades, levava ao afogamento.
O arrasto equivalia a uma sentença de morte torturante ou, no mínimo, uma mutilação. O casco do navio era geralmente coberto de cracas e outros crescimentos marinhos e, portanto, a tortura normalmente resultava em lacerações graves, das quais a vítima padeceria de infecções e cicatrizes. Se a vítima fosse arrastada lentamente, seu peso poderia abaixá-lo o suficiente para evitar o choque com as cracas e mexilhões, porém isso freqüentemente levava ao afogamento. Também havia risco de traumatismo craniano por colisão contra o casco caso o navio estivesse em movimento.

## História
Há evidências limitadas de que essa tortura fora usada por navios piratas, especialmente no mundo antigo. A menção mais antiga conhecida de arrasto pela quilha é dos gregos no Código Marítimo de Rodes (Lex Rhodia), de c. 700 A. E. C., que determina punições para a pirataria. Há uma imagem em um vaso grego, por exemplo, da mesma época, que ou é uma representação do strappado, isto é, pendurar a vítima sobre a água, ou de uma quilha propriamente dita.
Alguns escritores ingleses do século XVII, como William Monson e Nathaniel Boteler registraram o uso de quilha em navios ingleses. No entanto, suas referências são vagas e não fornecem data. Parece não haver registro disso nos diários de bordo dos navios ingleses da época, e o historiador naval Nicholas Rodger afirmou que não conhece nenhuma evidência firme de que isso tenha acontecido.  Em 1880, George Shaw Lefevre foi confrontado no Parlamento com um relatório recente da Itália sobre um arrasto de quilha no HMS Alexandra, e negou que tal incidente tivesse ocorrido.

Alguns historiadores acreditam que o  método pode ter sido introduzido na marinha holandesa por Guilherme de Orange. Talvez o incidente mais gráfico tenha ocorrido em 1673, quando Cornelis Evertsen, o Jovem, puniu os marinheiros que cometeram assassinato. Era uma punição oficial, embora rara, na marinha holandesa, conforme mostrado na pintura O arrasto da quilha do cirurgião do navio do almirante Jan van Nes. Isso mostra uma grande multidão reunida para assistir ao evento, como se fosse um "show" de punição com a intenção de assustar outros potenciais infratores. Uma descrição do periodo sugere que, apesar da violência da punição, seu propósito não era fatal:
A passagem pela quilha, uma punição infligida por várias ofensas na Marinha holandesa. É realizada mergulhando repetidamente o delinquente sob o fundo do navio de um lado, e içando-o do outro lado, depois de ter passado sob a quilha. Os blocos, ou roldanas, pelos quais ele é suspenso, são presos às extremidades opostas da verga principal, e um peso de chumbo ou ferro é pendurado em suas pernas para afundá-lo a uma profundidade adequada. Por este aparelho ele é puxado para perto do braço da verga, e então cai repentinamente no mar, onde, passando por baixo do fundo do navio, é içado no lado oposto da embarcação. Como essa sentença extraordinária é executada com uma serenidade de temperamento peculiar aos holandeses, o culpado tem intervalos suficientes para recuperar a sensação de dor, da qual ele é frequentemente privado durante a operação. Na verdade, uma insensibilidade temporária a seus sofrimentos não deve de forma alguma ser interpretada como um desrespeito a seus juízes, quando consideramos que essa punição deve ter peculiar propriedade no auge do inverno, enquanto os flocos de gelo flutuam no fluxo; e que continua até que o culpado seja quase sufocado por falta de ar, entorpecido com o frio da água ou atordoado com os golpes que sua cabeça recebeu ao atingir o fundo do navio.